# Gül Baba
Gül Baba (?, Merzifon – 1541, Budín) byl osmanský básník a společník sultána Sulejmana I.
V Maďarsku je známý jako Otec růží, neboť prý podle legendy přinesl tyto květy do krajiny. Je to však pravděpodobně jen nedorozumění, které vzniklo z metaforického přirovnaní, jež označovalo jeho mystickou znalost Alláha.
Gül Baba zemřel v Budíně (dnes část Budapešti) těsně po dobytí nebo během dobývání města 21. srpna 1541. Sulejman, který byl současně chalífem, ho vyhlásil za ochránce města. V letech 1543–1548 mu třetí budínský paša nechal vystavět mauzoleum (Gül Baba Türbe).